# Colégio Pedro II

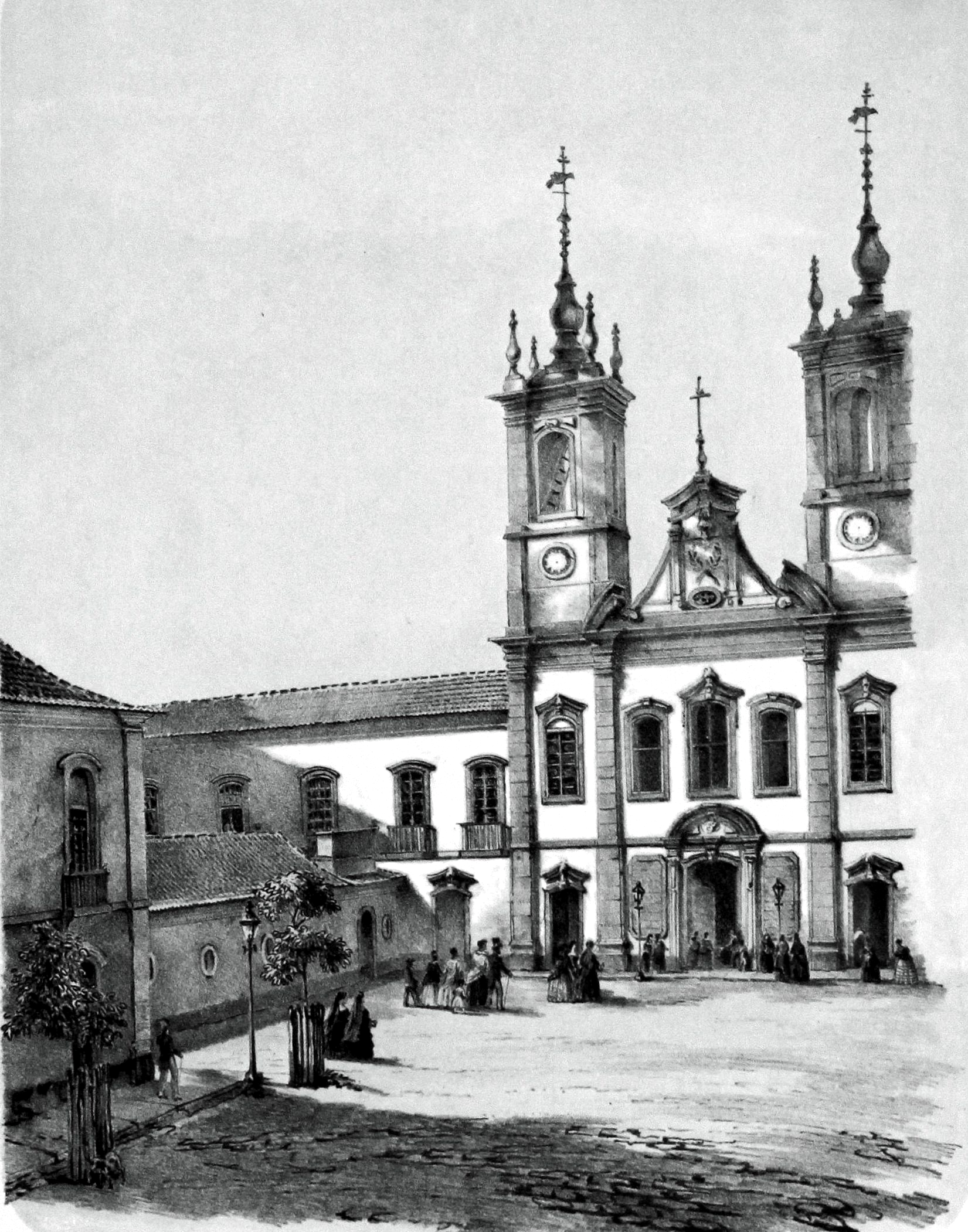
Colégio Pedro II en 1856.

Le Colégio Pedro II (en français: Collège Pierre II) est un établissement d’enseignement public situé dans l’État de Rio de Janeiro, au Brésil. Baptisé en l’honneur de l’empereur Pierre II du Brésil, le collège est le troisième établissement d’enseignement le plus ancien du Brésil. 
Fondé le 2 décembre 1837, le collège forme, depuis sa création, une partie des élites politiques et intellectuelles brésiliennes. Il est composé de 12 unités d’enseignement à Rio de Janeiro et dans sa banlieue. 

## Histoire

### Période Impériale du Brésil
Ses origines remontent à l'école des orphelins Saint-Pierre crée en 1739, puis rebaptisée école Saint-Joachim en 1766. L'institution a été fondée à la suite d'un projet envoyé à la régence de Marquis d'Olinda et inauguré dans l'anniversaire de l’empereur Pierre II du Brésil.
La plupart des étudiants appartiennent de l'élite économique et politique du pays, par la suite les étudiants sans ressources ont été acceptés.

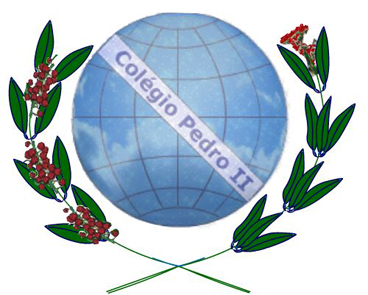
Logo du Colégio Pedro II.

« “(...) (le college devrait) servir à la fois les enfants des élites et les plus démunis (...), en préparant les étudiants au commerce, à l'industrie et à l'administration publique”
—  Lúcia Bastos Pereira das Neves »

### Période Républicain du Brésil
Avec la Proclamation de la République, en 1889, le nom de l'institution fut changé en Instituto Nacional de Instrução Secundária et, peu de temps après, en Ginásio Nacional. Mais en 1911, il reprend son nom d'origine.
En 1937, L'hymne des étudiants du Colégio Pedro II (en portugais: Hino dos Alunos do Colégio Pedro II) a été composé pour marquer le centenaire du Colégio Pedro II.
En raison de l'augmentation significative des candidats à l'examen d'entrée, reflétant une demande croissante, l'établissement a dû élargir le nombre de places disponibles. Cela a conduit à l'ouverture des Seções Norte e Sul (en français: Sections Nord et Sud) en 1952, et la Seção Tijuca (en français: section Tijuca) en 1957.

### L'époque contemporaine
Actuellement, l'institution dispose de 14 campus, qui sont: Campus Centro, Campus Duque de Caxias, Campi Engenho Novo I / II, Campi Humaitá I / II, Campus Niterói, Campi Realengo I / II, Campi São Cristóvão I / II / III, Campi Tijuca I / II, proposant des cours d'enseignement primaire et secondaire.
En 2008 a été créée "l'Olympiade Interne de Chimie du Colégio Pedro II", un événement qui récompense les étudiants dans la nuit du 1er décembre, en prévision de la célébration de l'anniversaire du Collège, qui a lieu la nuit suivante (la veille de l'anniversaire de l’empereur Pierre II du Brésil).

## Étudiants notoires
- Arlindo Cruz, chanteur et compositeur
- Mário Lago, avocat, poète, animateur radio, compositeur, écrivain et acteur.
- Floriano Peixoto, président du Brésil (1891-1894)
- Rodrigo Alves,  président du Brésil (1902-1906)
- Nilo Peçanha, président du Brésil (1909-1910)
- Hermes da Fonseca, président du Brésil (1910-1914)
- Washington Luís, président du Brésil (1926-1930)